# Inocencio María Yéregui
Inocencio María Yéregui Goichea (Montevideo, 28 de juliol de 1833 – ibídem, 1 de febrer de 1890) va ser un sacerdot catòlic uruguaià i el segon bisbe de Montevideo entre 1881 i 1890.

## Biografia
Nascut a Montevideo, Yéregui era fill de pare basc i mare argentina. El 1858 va ser nomenat sacerdot a Buenos Aires.